# La bella dorment al castell del mal
La bella dorment al castell del mal a la seva versió en català central, o Goku i Bulma en el castell del dimoni a la versió en valencià central, (ドラゴンボール 魔神城のねむり姫, Doragon Boru Majinjō no Nemuri Hime) és la 2a pel·lícula basada en la sèrie de manga i anime Bola de Drac estrenada el 18 de juliol de 1987. És una continuació directa de La llegenda del drac Sheron, sent també una història alternativa a la sèrie, ubicada en aquest cas just abans de l'entrenament amb el Follet Tortuga.

## Argument
Quan en Son Goku i en Krilin li demanen al Follet Tortuga que els entreni aquest els posa una prova, han de portar-li la Bella Dorment del Castell del Mal. Poc després que marxin, en Iamxa i companyia els vénen a buscar, el Follet Tortuga els diu que en Goku ha marxat a un parc d'atraccions i decideixen anar-lo a buscar.
Quan en Goku i en Krilin arriben a la Mà del Dimoni i comencen a enfrontar-se a dimonis, en Iamxa i companyia són atacats i la Bulma és segrestada. Quan aquesta desperta és portada al saló on hi ha la Princesa dorment, ja que la seva sang serà utilitzada com el brindis per festejar el despertar de la princesa. Mentrestant en Goku i en Krilin vencen en Gastel i arriben al castell on s'adonen que la Princesa dorment és una joia, però quan estaven a punt d'obtenir-la, la Lunch la roba. Quan està escapant esternuda i cau, en Goku aconsegueix agafar-la però en Llucifer atrapa en Krilin i li ordena lliurar-li la Joia o el matarà.
Mentre tots estan atrapats en Llucifer carrega la joia amb el poder de la lluna plena i es prepara per disparar el canó, però aquesta mateixa lluna fa que en Goku es converteixi en Ōzaru i tots aconsegueixin escapar. Després que en Puar talli la cua a en Goku, aquest ataca el canó amb un Kame Hame Ha que fa que canviï la direcció i mati en Llucifer.

## Personatges exclusius de la pel·lícula

### Llucifer
És el cap dels dimonis del castell planeja utilitzar un canó per destruir el sol

### Gastel
És un dimoni que s'enfronta a en Goku i en Krilin al castell, és color vermell i lluita amb una faixa.

## Repartiment
| Nom del personatge | Actor de veu en japonès | Actor de veu en català |
| ------------------ | ----------------------- | ---------------------- |
| Son Goku           | Masako Nozawa           | Mònica Padrós          |
| Krilin             | Mayumi Tanaka           | Marta Barbarà          |
| Follet Tortuga     | Kōhei Miyauchi          | Viçens Manel Domènech  |
| Lunch              | Mami Koyama             | Carme Capdet           |
| Bulma              | Hiromi Tsuru            | Roser Contreras        |
| Iamxa              | Tōru Furuya             | Óscar Muñoz            |
| Puar               | Naoko Watanabe          | Luisita Soler          |
| Ulong              | Naoki Tatsuta           | Miquel Bonet           |
| Llucifer           | Nachi Nozawa            | Jordi Hurtado          |
| Igor               | Shozo Iizuka            | Ferran Ramos           |
| Ghastel            | Daisuke Gōri            | Jordi Vila             |
| Tortuga            | Daisuke Gōri            | Antoni Crespo          |
| Narrador           | Jōji Yanami             | Enric Isasi-Isasmendi  |